# Jinshuitan Shuiku
Jinshuitan Shuiku (kinesiska: 紧水滩水库) är en reservoar i Kina. Den ligger i provinsen Zhejiang, i den östra delen av landet, omkring 240 kilometer söder om provinshuvudstaden Hangzhou. Jinshuitan Shuiku ligger 174 meter över havet. Arean är 17,0 kvadratkilometer. I omgivningarna runt Jinshuitan Shuiku växer i huvudsak blandskog. Den sträcker sig 12,7 kilometer i nord-sydlig riktning, och 27,4 kilometer i öst-västlig riktning.
Genomsnittlig årsnederbörd är 2 326 millimeter. Den regnigaste månaden är juni, med i genomsnitt 461 mm nederbörd, och den torraste är oktober, med 53 mm nederbörd.